# Wilhelm Krampe

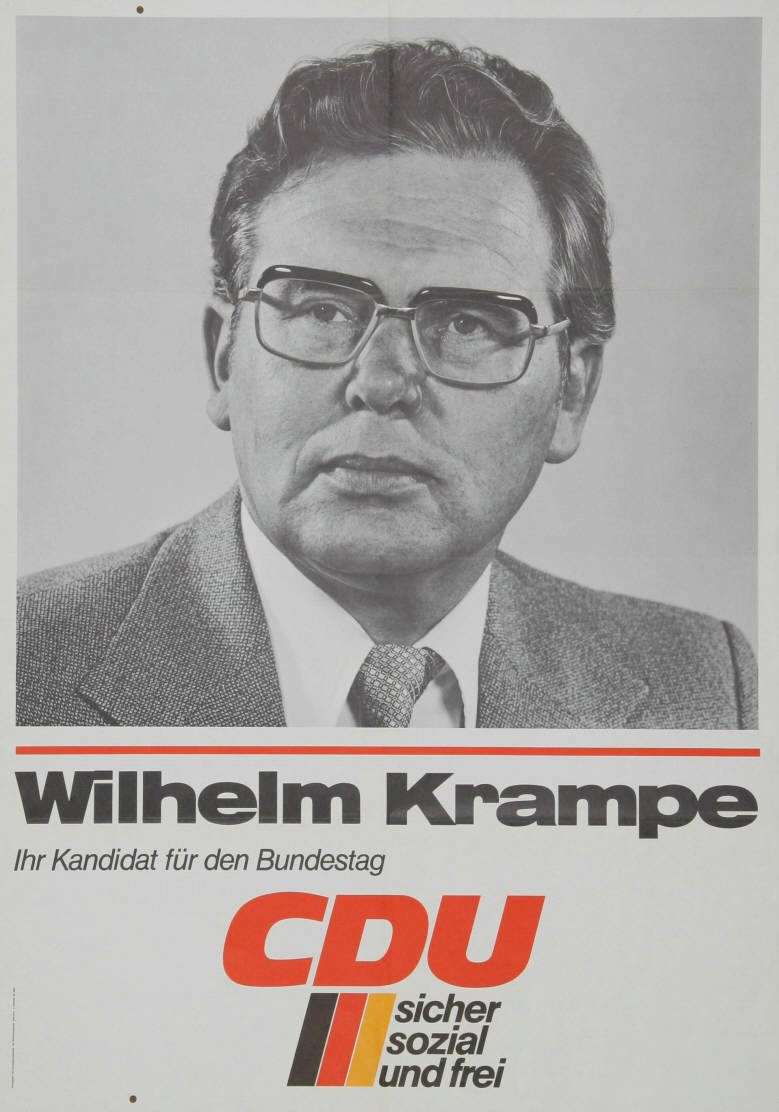
Kandidatenplakat zur Bundestagswahl 1976

Wilhelm Krampe (* 5. Mai 1925 in Herbern; † 12. Februar 1986 in Hamm), genannt Brügger, war ein deutscher Politiker (CDU).

## Leben und Beruf
Nach dem Schulbesuch leistete Krampe Reichsarbeitsdienst, wurde dann zur Wehrmacht eingezogen und nahm als Soldat am Zweiten Weltkrieg teil. Anschließend war er als Arbeitersekretär tätig. 1964 wurde er Diözesansekretär bei der Katholischen Arbeitnehmer-Bewegung (KAB).

## Partei
Krampe beantragte am 6. Januar 1943 die Aufnahme in die NSDAP und wurde zum 20. April desselben Jahres aufgenommen (Mitgliedsnummer 9.469.100). Er trat dann 1947 der CDU bei, war stellvertretender Landesvorsitzender der Sozialausschüsse Westfalen und wurde 1956 zum Vorsitzenden der Arbeitsgemeinschaft christlicher Arbeitnehmerorganisationen Westfalen-Lippe gewählt.

## Abgeordneter
Krampe war von 1952 bis 1956 sowie von 1961 bis 1974 Ratsmitglied der Stadt Hamm. Am 12. Juli 1958 rückte er in den Nordrhein-Westfälischen Landtag nach. Da sowohl der Ablauf der Wahlperiode als auch sein Eintritt auf das gleiche Datum fielen, schied er am selben Tag wieder aus dem Parlament aus.
Dem Deutschen Bundestag gehörte Krampe vom 11. Oktober 1966, als er für den ausgeschiedenen Abgeordneten Friedrich Vogel nachrückte, bis 1980 an. Er war stets über die Landesliste der CDU Nordrhein-Westfalen ins Parlament eingezogen.

## Ehrungen
- 1980: Verdienstkreuz 1. Klasse der Bundesrepublik Deutschland